# EPrix van Mexico-Stad 2024
De ePrix van Mexico-Stad 2024 werd gehouden op 13 januari 2024 op het Autódromo Hermanos Rodríguez. Dit was de eerste race van het tiende Formule E-seizoen.
De race werd gewonnen door Porsche-coureur Pascal Wehrlein, die vanaf pole position zijn vijfde ePrix-zege behaalde. Sébastien Buemi werd voor Envision tweede, terwijl Jaguar-rijder Nick Cassidy derde werd.

## Kwalificatie

### Groepsfase
De top vier uit iedere groep kwalificeerde zich voor de knockoutfase.
Groep A
| Pos. | Nr. | Coureur           | Constructeur     | Tijd     |
| ---- | --- | ----------------- | ---------------- | -------- |
| 1    | 4   | Robin Frijns      | Envision-Jaguar  | 1:13.807 |
| 2    | 2   | Stoffel Vandoorne | DS               | 1:13.848 |
| 3    | 37  | Nick Cassidy      | Jaguar           | 1:13.861 |
| 4    | 94  | Pascal Wehrlein   | Porsche          | 1:13.877 |
| 5    | 23  | Sacha Fenestraz   | Nissan           | 1:13.995 |
| 6    | 8   | Sam Bird          | McLaren-Nissan   | 1:14.017 |
| 7    | 17  | Norman Nato       | Andretti-Porsche | 1:14.114 |
| 8    | 48  | Edoardo Mortara   | Mahindra         | 1:14.341 |
| 9    | 18  | Jehan Daruvala    | Maserati         | 1:14.469 |
| 10   | 11  | Lucas di Grassi   | Abt-Mahindra     | 1:15.017 |
| 11   | 33  | Dan Ticktum       | ERT              | 1:15.125 |

Groep B
| Pos. | Nr. | Coureur                | Constructeur     | Tijd     |
| ---- | --- | ---------------------- | ---------------- | -------- |
| 1    | 7   | Maximilian Günther     | Maserati         | 1:13.691 |
| 2    | 5   | Jake Hughes            | McLaren-Nissan   | 1:13.727 |
| 3    | 16  | Sébastien Buemi        | Envision-Jaguar  | 1:13.745 |
| 4    | 9   | Mitch Evans            | Jaguar           | 1:13.773 |
| 5    | 25  | Jean-Éric Vergne       | DS               | 1:13.821 |
| 6    | 51  | Nico Müller            | Abt-Mahindra     | 1:13.898 |
| 7    | 1   | Jake Dennis            | Andretti-Porsche | 1:13.926 |
| 8    | 13  | António Félix da Costa | Porsche          | 1:13.982 |
| 9    | 3   | Sérgio Sette Câmara    | ERT              | 1:14.012 |
| 10   | 22  | Oliver Rowland         | Nissan           | 1:14.269 |
| 11   | 21  | Nyck de Vries          | Mahindra         | 1:14.585 |

### Knockoutfase
De combinatie letter/cijfer staat voor de groep waarin de betreffende coureur uitkwam en de positie die hij in deze groep behaalde.
|  | Kwartfinale        | Kwartfinale     |                 |          | Halve finale | Halve finale |  |  | Finale | Finale |
|  |                    |                 |                 |          |              |              |  |  |        |        |
|  |                    |                 |                 |          |              |              |  |  |        |        |
|  | A3-A2              |                 |                 |          |              |              |  |  |        |        |
|  |                    |                 |                 |          |              |              |  |  |        |        |
|  | Nick Cassidy       | 1:13.826        |                 |          |              |              |  |  |        |        |
|  | Nick Cassidy       | 1:13.826        | K1-K2           |          |              |              |  |  |        |        |
|  | Stoffel Vandoorne  | 1:14.088        |                 |          |              |              |  |  |        |        |
|  | Stoffel Vandoorne  | 1:14.088        | Nick Cassidy    | 1:13.500 |              |              |  |  |        |        |
|  | A4-A1              |                 | Nick Cassidy    | 1:13.500 |              |              |  |  |        |        |
|  |                    | Pascal Wehrlein | 1:13.366        |          |              |              |  |  |        |        |
|  | Pascal Wehrlein    | Pascal Wehrlein | 1:13.366        | 1:13.492 |              |              |  |  |        |        |
|  | Pascal Wehrlein    |                 | H1-H2           | 1:13.492 |              |              |  |  |        |        |
|  | Robin Frijns       | 1:15.836        |                 |          |              |              |  |  |        |        |
|  | Robin Frijns       | 1:15.836        | Pascal Wehrlein | 1:13.298 |              |              |  |  |        |        |
|  | B3-B2              |                 | Pascal Wehrlein | 1:13.298 |              |              |  |  |        |        |
|  |                    | Sébastien Buemi | 1:13.549        |          |              |              |  |  |        |        |
|  | Sébastien Buemi    | Sébastien Buemi | 1:13.549        | 1:13.444 |              |              |  |  |        |        |
|  | Sébastien Buemi    | K3-K4           |                 | 1:13.444 |              |              |  |  |        |        |
|  | Jake Hughes        | 1:13.617        |                 |          |              |              |  |  |        |        |
|  | Jake Hughes        | 1:13.617        | Sébastien Buemi | 1:13.241 |              |              |  |  |        |        |
|  | B4-B1              |                 | Sébastien Buemi | 1:13.241 |              |              |  |  |        |        |
|  |                    | Mitch Evans     | 1:13.581        |          |              |              |  |  |        |        |
|  | Mitch Evans        | Mitch Evans     | 1:13.581        | 1:13.103 |              |              |  |  |        |        |
|  | Mitch Evans        |                 |                 | 1:13.103 |              |              |  |  |        |        |
|  | Maximilian Günther | 1:13.505        |                 |          |              |              |  |  |        |        |
|  | Maximilian Günther | 1:13.505        |                 |          |              |              |  |  |        |        |

### Startopstelling
| Pos. | Nr. | Coureur                | Constructeur     |
| ---- | --- | ---------------------- | ---------------- |
| 1    | 94  | Pascal Wehrlein        | Porsche          |
| 2    | 16  | Sébastien Buemi        | Envision-Jaguar  |
| 3    | 7   | Maximilian Günther     | Maserati         |
| 4    | 37  | Nick Cassidy           | Jaguar           |
| 5    | 9   | Mitch Evans            | Jaguar           |
| 6    | 5   | Jake Hughes            | McLaren-Nissan   |
| 7    | 4   | Robin Frijns           | Envision-Jaguar  |
| 8    | 2   | Stoffel Vandoorne      | DS               |
| 9    | 23  | Sacha Fenestraz        | Nissan           |
| 10   | 25  | Jean-Éric Vergne       | DS               |
| 11   | 8   | Sam Bird               | McLaren-Nissan   |
| 12   | 51  | Nico Müller            | Abt-Mahindra     |
| 13   | 17  | Norman Nato            | Andretti-Porsche |
| 14   | 1   | Jake Dennis            | Andretti-Porsche |
| 15   | 48  | Edoardo Mortara        | Mahindra         |
| 16   | 13  | António Félix da Costa | Porsche          |
| 17   | 18  | Jehan Daruvala         | Maserati         |
| 18   | 3   | Sérgio Sette Câmara    | ERT              |
| 19   | 11  | Lucas di Grassi        | Abt-Mahindra     |
| 20   | 22  | Oliver Rowland         | Nissan           |
| 21   | 33  | Dan Ticktum            | ERT              |
| 22   | 21  | Nyck de Vries          | Mahindra         |

## Race
| Pos. | Nr. | Coureur                | Constructeur     | Rondes | Tijd/Oorzaak uitval | Grid | Punten |
| ---- | --- | ---------------------- | ---------------- | ------ | ------------------- | ---- | ------ |
| 1    | 94  | Pascal Wehrlein        | Porsche          | 37     | 50:15.506           | 1    | 28     |
| 2    | 16  | Sébastien Buemi        | Envision-Jaguar  | 37     | +1.162              | 2    | 18     |
| 3    | 37  | Nick Cassidy           | Jaguar           | 37     | +2.079              | 4    | 16     |
| 4    | 7   | Maximilian Günther     | Maserati         | 37     | +5.780              | 3    | 12     |
| 5    | 9   | Mitch Evans            | Jaguar           | 37     | +13.064             | 5    | 10     |
| 6    | 25  | Jean-Éric Vergne       | DS               | 37     | +13.405             | 10   | 8      |
| 7    | 5   | Jake Hughes            | McLaren-Nissan   | 37     | +13.916             | 6    | 6      |
| 8    | 2   | Stoffel Vandoorne      | DS               | 37     | +14.392             | 8    | 4      |
| 9    | 1   | Jake Dennis            | Andretti-Porsche | 37     | +14.767             | 14   | 2      |
| 10   | 17  | Norman Nato            | Andretti-Porsche | 37     | +15.312             | 13   | 1      |
| 11   | 22  | Oliver Rowland         | Nissan           | 37     | +15.485             | 20   |        |
| 12   | 23  | Sacha Fenestraz        | Nissan           | 37     | +15.718             | 9    |        |
| 13   | 48  | Edoardo Mortara        | Mahindra         | 37     | +16.214             | 15   |        |
| 14   | 8   | Sam Bird               | McLaren-Nissan   | 37     | +20.600             | 11   |        |
| 15   | 21  | Nyck de Vries          | Mahindra         | 37     | +23.665             | 22   |        |
| 16   | 18  | Jehan Daruvala         | Maserati         | 37     | +28.969             | 17   |        |
| 17   | 51  | Nico Müller            | Abt-Mahindra     | 37     | +29.424             | 12   |        |
| 18   | 33  | Dan Ticktum            | ERT              | 37     | +1:14.758           | 21   |        |
| DNF  | 4   | Robin Frijns           | Envision-Jaguar  | 7      | Ongeluk             | 7    |        |
| DNF  | 13  | António Félix da Costa | Porsche          | 2      | Ongeluk             | 16   |        |
| DNF  | 11  | Lucas di Grassi        | Abt-Mahindra     | 2      | Remmen              | 19   |        |
| DNS  | 3   | Sérgio Sette Câmara    | ERT              | 0      | Technisch           | 18   |        |

## Tussenstanden wereldkampioenschap

### Coureurs
| Pos. | Nr. | Coureur            | Constructeur     | Punten |
| ---- | --- | ------------------ | ---------------- | ------ |
| 1    | 94  | Pascal Wehrlein    | Porsche          | 28     |
| 2    | 16  | Sébastien Buemi    | Envision-Jaguar  | 18     |
| 3    | 37  | Nick Cassidy       | Jaguar           | 16     |
| 4    | 7   | Maximilian Günther | Maserati         | 12     |
| 5    | 9   | Mitch Evans        | Jaguar           | 10     |
| 6    | 25  | Jean-Éric Vergne   | DS               | 8      |
| 7    | 5   | Jake Hughes        | McLaren-Nissan   | 6      |
| 8    | 2   | Stoffel Vandoorne  | DS               | 4      |
| 9    | 1   | Jake Dennis        | Andretti-Porsche | 2      |
| 10   | 17  | Norman Nato        | Andretti-Porsche | 1      |

### Teams
| Pos. | Constructeur     | Punten |
| ---- | ---------------- | ------ |
| 1    | Porsche          | 28     |
| 2    | Jaguar           | 26     |
| 3    | Envision-Jaguar  | 18     |
| 4    | Maserati         | 12     |
| 5    | DS               | 12     |
| 6    | McLaren-Nissan   | 6      |
| 7    | Andretti-Porsche | 3      |
| 8    | Nissan           | 0      |
| 9    | Mahindra         | 0      |
| 10   | Abt-Mahindra     | 0      |

### Constructeurs
| Pos. | Constructeur | Punten |
| ---- | ------------ | ------ |
| 1    | Jaguar       | 34     |
| 2    | Porsche      | 30     |
| 3    | Stellantis   | 20     |
| 4    | Nissan       | 6      |
| 5    | Mahindra     | 0      |
| 6    | ERT          | 0      |